# ジェイレン・ハリス
ジェイレン・ハリス（Jalen Harris、1998年8月14日 - ）はアメリカ合衆国・テキサス州出身のプロバスケットボール選手。ポジションはシューティングガード。

## 生い立ちと高校時代
ハリスは、サザンメソジスト大学でバスケットボールをプレーしていたカーリン・ケネディとエリオン・ハリスの息子としてテキサス州ダラスで生まれた。2人の弟と1人の妹がいる。母のカーリンは19歳で彼を生んだ後に、3年生のシーズンにSMUでコートに戻り、得点、リバウンド、ブロック、FG%において同校の歴代最多記録を残して卒業した。また、彼女は2012年に同校の殿堂入りを果たしている。
ハリスはテキサス州ダンカンビルで育ち、バスケットボール、フットボール、野球をして育った。中学生の時の怪我でフットボールを断念し、その後は父親とともにバスケットボール選手になるためのトレーニングを行っていた。父エリオンは彼の当時中学生の息子を中心としてダラス・ヒーローズというチームを設立した。
ダンカンビル高校に入学し、2年生の時には190.5cmまで成長した。3年生で平均15得点4リバウンド2アシストを残し、8地区6A年間最優秀攻撃選手に選ばれた。AAU中に脊椎骨折により、4年生のシーズンの半分を欠場した。それでも、3年生のシーズンにも再度8地区6A年間最優秀攻撃選手に選ばれた。平均23得点7リバウンド4アシスト2スティールを残し、FG%は55%で、スリーポイントについても45%の確率で決めた。ソーダーヒル高校との試合ではキャリアハイの44得点を記録した。大学スポーツの専門サイトであるライバルズにおいては、テキサス州の同学年の選手の中では16番目にランク付けされ、9番目に優れたガードと評価された。ハリスはインディアナ大学とカンザス州立大学からもオファーを受けていたが、ルイジアナ工科大学と契約した。

## 大学時代

### 1年目
ルイジアナ工科大学でキャリアを開始した。新人として27試合に出場、うち2試合に先発した。平均10.9得点3.1リバウンドを記録し、二桁得点を14試合で達成し、20得点以上を3試合で記録した。中でも初先発となったオクラホマ大学戦で16本のショットのうち10本を成功させ24得点を記録した。フリースローはチームトップの88.3%の確率で沈め、シーズンを通して7本しか失敗がなかった。この88.3%というFT%は同校の歴史上6番目の数字であり、18年ぶりの記録である。また、フロリダ・アトランティック大学戦で決めたティップダンクはESPNのスポーツセンター・TOP10プレーの第6位に選ばれた。また、シーズン後にはカンファレンスUSA・オール-フレッシュマン・チームに選出された。

### 2年目
チームトップの平均15.3得点に加え、4.5リバウンド2.5アシスト1.1スティールを記録した。シーズンの開幕戦でテキサス大学テイラー校と対戦した際には25得点を記録し、サウスイースト・ミズーリ大学との次戦では延長までもつれ込み26得点を記録した。プレーした11試合のうち9試合で二桁得点を記録し、うち3試合では20得点以上を記録した。2018年1月にネバダ大学リノ校と契約した。オクラホマ州立大学やタルサ大学、スティーブンFオースティン州立大学からもオファーを受けていたものの、ボイシ州立大学戦を観戦に訪れた際にエリック・マッセルマンコーチに惹かれ、ネバダ大学リノ校を選択した。

### 3年目
2018-19シーズンをレッドシャツ制度を用いて全休した。このシーズンもネバダ大学リノ校の成績は29勝5敗であった。
迎えた2019-20シーズンを前に、ネバダ大学リノ校を選択した要因だったマッセルマンコーチがアーカンソー大学に移った。ゴンザガ大学や南メソジスト大学が興味を示したものの、ハリス自身はネバダ大学リノ校での残留を決めた。
チームトップの平均21.7得点と6.5リバウンドを記録した。新チームでの二戦目を足の怪我で欠場するなどの不運もあったが、2020年1月中の8試合にわたり、平均27得点5.4リバウンド4.4アシストを記録した。エアフォース戦でキャリアハイの38得点、サンディエゴ州立大学戦で32得点をそれぞれ残した後の2月11日には米国バスケットボール記者協会によるオスカー・ロバートソン週間最優秀選手に選出された。2月12日のネバダ大学ラスベガス校戦では29得点5アシストに加え、キャリアハイの14リバウンドを記録し、ネバダ大学リノ校で20得点10リバウンド5アシスト以上を記録した史上11人目の選手となった。また、1シーズン中に4度にわたり30得点以上を残したのは、ネバダ大学リノ校では2006年のニック・ファジーカス以来の快挙である。
シーズン終了後、ハリスはオール-マウンテンウェスト・カンファレンス・ファーストチームに選出され、カンファレンスの新人賞を受賞した。また、マウンテンウェスト週間最優秀選手は12月9日、1月27日、2月10日と3度にわたって受賞した。ネバダ大学リノ校が優勝したパラダイス・ジャム杯では平均22.3得点6リバウンド6.3アシストを記録し、MVPを受賞した。また、このパラダイス・ジャム杯においては大会を通してのMVPだけでなく、3試合全てにおいて各試合のMVPを受賞した。
シーズン後、2020年NBAドラフトへの参加を表明した。

## プロキャリア

### トロント・ラプターズ (2020-2021)
2020年11月18日に2020年NBAドラフトでトロント・ラプターズから全体59位指名を受け、11月28日にツーウェイ契約を結んだ。
2021年1月8日のサクラメント・キングス戦でNBAの試合に初出場を果たし、2分間にわたってプレーした。1月29日にGリーグのラプターズ905に送られ、7試合に出場し平均17.6得点4.3リバウンド2.3アシスト1.1スティールと活躍した。Gリーグからトップチームに戻った後の3月13日のシャーロット・ホーネッツ戦で、NBA3試合目にしてスリーポイントショットを決め初得点を記録した。
2021年7月1日にアンチドラックプログラムの条件に違反したため、解雇され、NBAからの出場停止処分を受けた。

### イタリアでのキャリア(2021-2022)
2021年8月14日、レガ・バスケット・セリエAに所属するクレモナ(英語版)との契約が発表された。
クレモナでは18試合に出場し、1試合平均27.9分の出場で、13.8得点、3.0リバウンド、2.0アシストという成績を残した。2022年3月16日、契約解除が発表された。

## 個人成績

### 大学
| シーズン | チーム | GP | GS | MPG  | FG%  | 3P%  | FT%  | RPG | APG | SPG | BPG | TO  | PPG  |
| -------- | ------ | -- | -- | ---- | ---- | ---- | ---- | --- | --- | --- | --- | --- | ---- |
| 2016-17  | LTU    | 27 | 2  | 22.9 | .447 | .319 | .883 | 3.1 | 1.6 | 0.8 | 0.3 | 1.6 | 10.9 |
| 2017-18  | LTU    | 11 | 11 | 25.1 | .478 | .444 | .830 | 4.4 | 2.4 | 1.1 | 0.3 | 2.5 | 15.3 |
| 2019-20  | UNR    | 30 | 30 | 33.0 | .446 | .362 | .823 | 6.5 | 3.9 | 1.1 | 0.1 | 2.4 | 21.7 |